# Museo civico Basilio Cascella
Il Museo civico Basilio Cascella è una pinacoteca italiana con sede a Pescara nel quartiere di Porta Nuova, sorto presso l'ex stabilimento litografico istituito nell'Ottocento dal pittore Basilio Cascella. L'edificio, per mezzo secolo centro di produzione artistica e luogo d'incontro per intellettuali come Gabriele D'Annunzio, Luigi Pirandello e Giovanni Pascoli, è stato donato al Comune di Pescara nel 1966 per volere degli eredi del pittore.
Grazie all'iniziativa di Giuseppe Quieti, nel 1975 la struttura viene adibita a museo civico dedicato alla dinastia di artisti dei Cascella. La pinacoteca raccoglie una collezione che conta circa 600 opere di pittura, scultura, ceramica e grafica, realizzate tra XIX e XX secolo da Basilio e dai suoi discendenti, inclusi i figli Tommaso e Michele, e i nipoti Andrea e Pietro. Dal 2017, il museo è gestito dalla Fondazione Genti d'Abruzzo.

## Sede
Il museo ha sede presso l'ex stabilimento litografico fondato da Basilio Cascella nel 1895. L'edificio si presenta come una villa in stile eclettico su due piani, caratterizzata da una struttura fatta interamente di mattoncini in cotto con alcune maioliche artistiche. Situata nel quartiere di Porta Nuova, la pinacoteca sorge in viale Guglielmo Marconi, che nella toponomastica cittadina di quegli anni prendeva il nome di via delle Acacie, in riferimento al territorio incolto e umido situato tra il porto e il fiume Aterno-Pescara.
La villa è stata residenza di Basilio Cascella fino al 1929, anno in cui si è trasferito a Roma dopo esser stato eletto deputato. Tommaso Cascella, suo primogenito, ha continuato ad abitarci assieme alla prima moglie e ai loro sei figli, tra cui Andrea e Pietro, fino al 1966, quando la villa è stata donata al Comune di Pescara.
La pinacoteca è separata da viale Marconi da un cortile in cui sono collocate delle maioliche realizzate dai Cascella. Il corpo principale del museo, che consiste nel laboratorio storico della famiglia, ha un'architettura che si distingue dalla parte aggiunta al momento dell'ampliamento della struttura. Il museo ospita al suo interno un laboratorio didattico multimediale e, prima del suo trasferimento, era presente una biblioteca con volumi tematici sull'arte e la storia culturale di Pescara. Questo fondo ha arricchito il patrimonio librario del nuovo Polo bibliotecario Aternino.

## Storia
Dopo aver partecipato alle esposizioni di Torino (1884), Venezia (1887) e Londra (1888), Basilio Cascella ricevette dal Comune di Pescara la cessione di un terreno in zona Porta Nuova per potervi costruire uno stabilimento di pittura, litografia ed arti affini, annesso alla sua abitazione. In tal modo, nacque nel 1895 un istituto artistico-professionale che in pochi anni diventò un centro di riferimento per la cultura locale e nazionale, attirando un gran numero di giovani. Il laboratorio garantì una solida formazione ai figli Tommaso, Michele e Gioacchino Cascella, avviati alla carriera artistica sotto la guida paterna.

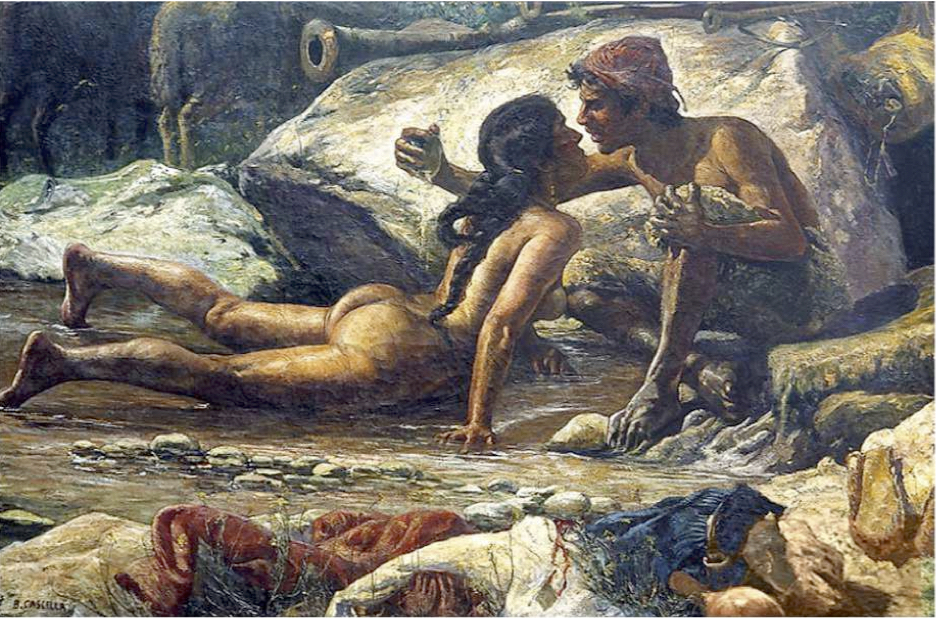
Il bagno della pastora (1903)

Dopo aver raccolto attorno a sé un cenacolo di scrittori ed artisti locali, Cascella pubblicò nel 1899 il primo numero della rivista L'illustrazione abruzzese. Tra i suoi collaboratori figura Gabriele D'Annunzio, che utilizzò i suoi versi per accompagnare le illustrazioni del periodico. Intorno allo stabilimento si sviluppò progressivamente un circolo letterario al quale parteciparono, tramite le riviste L'illustrazione meridionale e La Grande Illustrazione, personalità come Luigi Pirandello, Umberto Saba, Gennaro Finamore, Filippo Tommaso Marinetti, Sibilla Aleramo, Matilde Serao, Grazia Deledda, Ada Negri, Guido Gozzano e Giovanni Pascoli.
L'attività litografica dello stabilimento proseguì fino al 1966, anno in cui il laboratorio fu acquisito dal Comune di Pescara. L'idea di istituire un museo civico dedicato all'arte di Basilio Cascella fu promossa dal deputato Giuseppe Quieti, che inaugurò la struttura museale nel 1975. La collezione iniziale prevedeva circa 500 opere di pittura, scultura, ceramica e grafica, appartenenti alle generazioni di artisti della famiglia Cascella. La struttura originale è stata notevolmente ampliata nel corso degli anni attraverso l'inclusione di lavori firmati da Andrea e Pietro Cascella, figli di Tommaso e nipoti di Basilio.
Una volta passato in gestione alla Fondazione Genti d'Abruzzo nel 2017, il museo è stato sottoposto ad un restauro generale; Mariano Cipollini, curatore artistico della struttura, si è occupato di una nuova collocazione delle opere, riorganizzate secondo un criterio che mira ad evidenziare non solo l'evoluzione culturale del singolo artista, ma anche quella storico-culturale di tutti i componenti della famiglia. Un museo diffuso dedicato all'arte scultorea di Pietro Cascella e intitolato Fuga dal Museo è stato inaugurato nel 2018 da Cordelia von den Steinen in collaborazione con il museo civico Basilio Cascella.

## Collezione

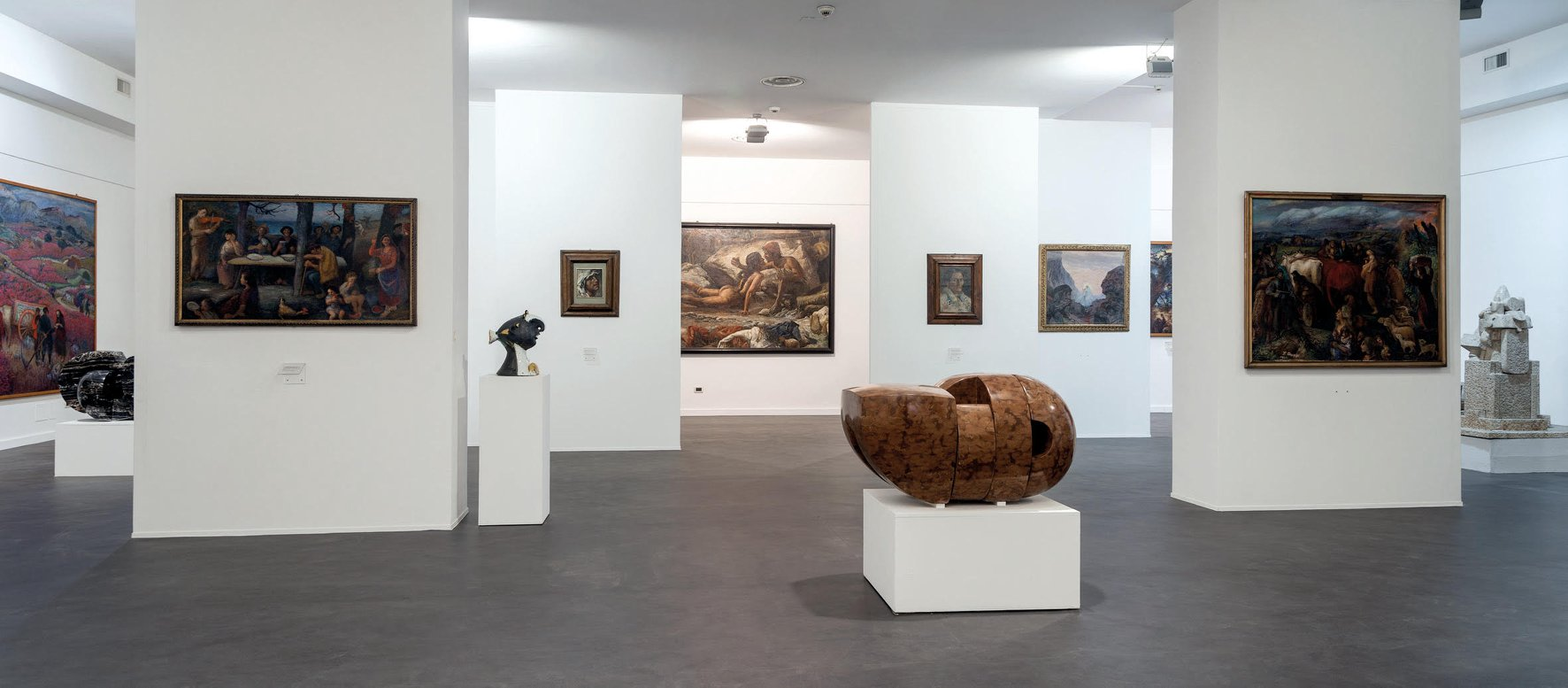
Veduta interna del museo

Il Museo civico Basilio Cascella si estende su due livelli suddivisi in dodici sale, di cui dieci sono poste nella parte originaria dell'edificio e due sono situate nell'ala nuova. La disposizione delle opere risale agli ultimi lavori di restauro che si sono tenuti nel corso del 2018. La pinacoteca raccoglie circa 600 opere della famiglia Cascella, realizzate tra XIX e XX secolo con svariate tecniche artistiche, quali dipinti su tela, ceramiche, sculture, disegni, opere grafiche e cartoline di cinque generazioni di artisti. Una posizione di rilievo è occupata dal capolavoro di Basilio Cascella dal titolo Il bagno della pastora (1903), che raffigura una fanciulla in un ambiente bucolico tipicamente abruzzese.
Una volta completata, l'opera fu inviata alla Biennale di Venezia ma andò dispersa durante il trasporto; fu restituita al mittente trent'anni dopo, quando fu ritrovata intatta nei pressi di Ancona. All'interno del museo, oltre a mobili originali dell'epoca, sono conservati bozzetti, pietre litografiche che servirono per le celebri incisioni e numeri de L'illustrazione abruzzese, La Grande Illustrazione e della Divina Commedia, tra gli altri. Alcune realizzazioni di Pietro Cascella si presentano con il solo prenome dell'autore, a causa delle sue scelte stilistiche in contrasto con i gusti del capostipite Basilio, il quale inizialmente proibì al nipote di utilizzare il nome di famiglia.